# Leopold Magenbauer

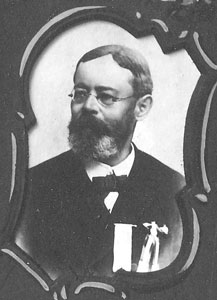
Leopold Magenbauer

Leopold Magenbauer (* 1834 in Werschetz, Kaisertum Österreich; † 15. April 1901) war ein Lehrer, Chorleiter und Komponist.
Magenbauer besuchte von 1853 bis 1855 das Lehrerbildungsinstitut in Sankt Pölten und erwarb dort das Lehrerdiplom für deutsche Volksschulen. Von 1860 bis 1867 war er Unterlehrer in Hatzfeld, bis 1875 hatte er hier das Amt eines Kantorlehrers inne. Bis zu seiner Pensionierung 1895 war er in Großkikinda tätig. In Hatzfeld leitete Magenbauer den Männerchor, für den er mehrere Werke komponierte. Die Komposition Királyért, hazáért! erschien 1887 in der Budapester Musikzeitschrift Apollo. Sein Ecce sacerdos magnus für gemischten Chor, Orgel und Orchester wurde 1877 in der St.-Josephs-Kathedrale in Bukarest aufgeführt. Das Werk ist, wie all seine kirchenmusikalischen Werke – mit Ausnahme des Offertoriums Beatus vir – verloren gegangen. In seinen letzten Lebensjahren wirkte Magenbauer als Chorleiter in Turnu Severin.

## Werke
- Beatus vir, Offertorium für Männerchor und Tenor-Solo
- Hatzfelder Sängergruss
- A Zsombolyai dalárda Jelige
- Két dal (Zwei Lieder): Honfidal (ungarisch, nach Sándor Petőfi) und Morgenwanderung
- Királyért, hazáért! (Text von Erney József), für Männerchor
- Sängerhoch für vier Männerstimmen
- Gute Nacht (nach Theodor Körner) für Soloquartett und vierstimmigen Männerchor
- Gruß des Hatzfelder Männergesangvereins
- Huszaren Grusz, Marsch für Orchester
- Variationen für das Flügelhorn mit Begleitung von zwei Violinen, Viola, Cello, Violon, Flöte, Klarinette und zwei Hörnern
- Eine Maiennacht für vierstimmigen Männerchor mit Tenor-Solo
- Gebet vor der Schlacht (nach Theodor Körner) für Männerchor
- Herr Maier, komisches Männerquartett
- Grablied